# Senato dell'Impero ottomano

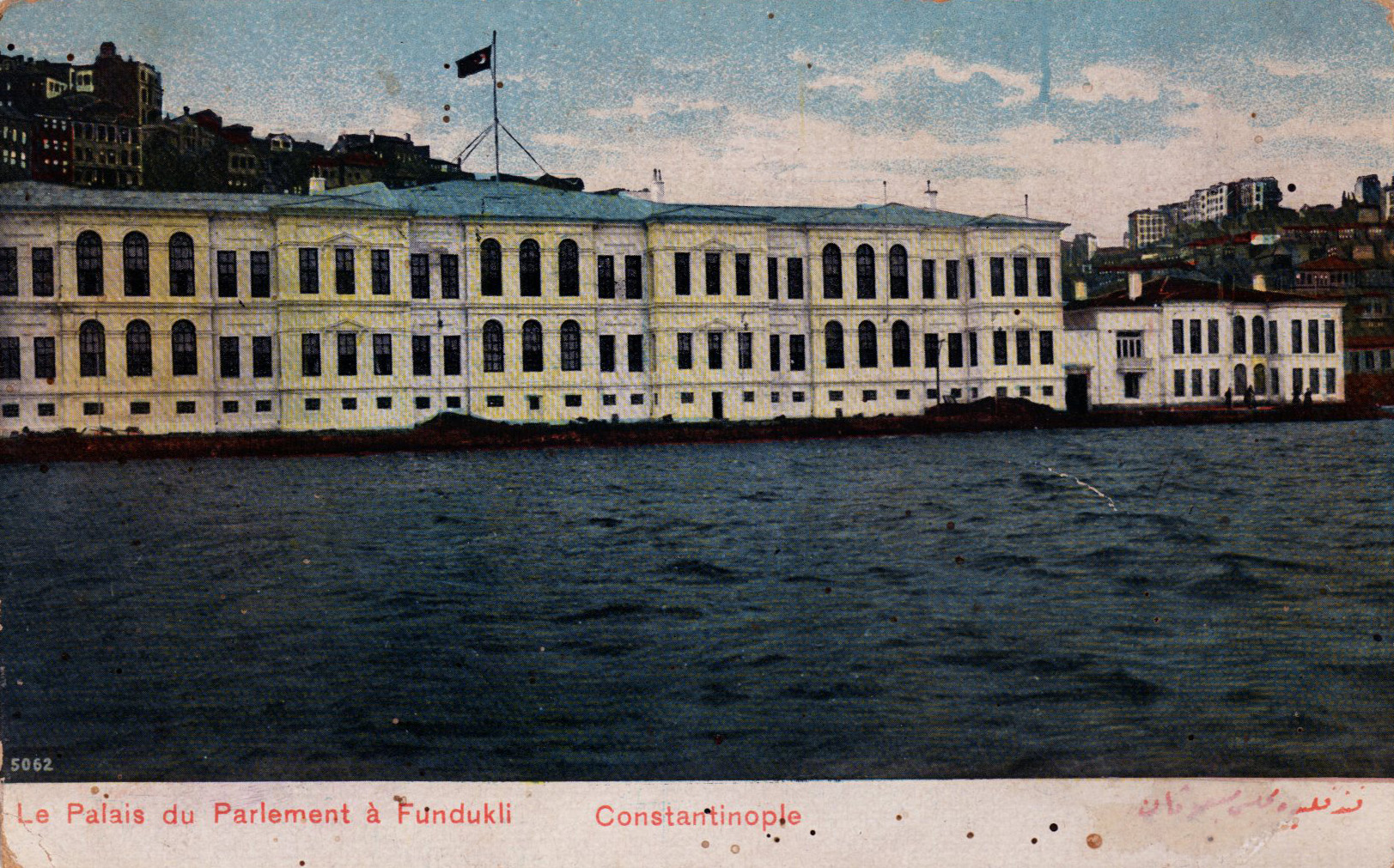
Il Cemile Sultan Sarayı a Costantinopoli, sede del Senato.

Il Senato dell'Impero ottomano (in turco ottomano Heyet-i Ayan ,مجلس اعیان; in turco Ayan Meclisi; let. "Assemblea dei notabili"; in francese Chambre des Seigneurs/Sénat), era la camera alta del parlamento dell'Impero ottomano, l'Assemblea Generale. I suoi membri erano nominati notabili nel governo ottomano che, insieme alla Camera dei Deputati eletta alla camera bassa (in turco Meclis-i Mebusan), costituiva l'Assemblea generale. Fu creata nella sua prima incarnazione secondo la costituzione ottomana del 1876, che cercò di riformare l'impero ottomano in una monarchia costituzionale.
I membri del Senato erano selezionati dal Sultano e il loro numero era limitato a un terzo (1/3) dei membri della Camera dei Deputati rappresentativa. I membri e il presidente del Senato venivano designati per essere capi affidabili e rispettabili del paese, con il requisito di avere almeno 40 anni. Inoltre, secondo la clausola 62 della costituzione del 1876, i ministri del governo, i governatori provinciali, i comandanti militari, i kazasker, gli ambasciatori, i patriarchi ortodossi orientali, i rabbini e i ferik dell'esercito e della marina, se soddisfacevano determinate condizioni, potevano anche diventare membri del Senato attraverso i loro uffici.
I membri di entrambe le camere, insieme ai ministri del governo guidati dal gran visir (il primo ministro de facto dell'Impero ottomano), si incontravano una volta all'anno per discutere e compilare un elenco di temi che il sultano doveva emanare l'anno successivo, e di rivedere le sue azioni intraprese nell'anno precedente. Lo stesso giorno, i senatori avrebbero giurato di rimanere fedeli alla costituzione, al sultano, alla nazione e ai loro doveri.
I progetti di legge e di bilancio approvati dalla Camera dei deputati andavano al Senato, dove venivano esaminati in materia di religione, morale, economia, questioni sociali e militari, e modificati, se necessario, o rinviati alla Camera. Il Senato aveva anche il potere di creare esso stesso le leggi.

## Prima era costituzionale (1876-1878)

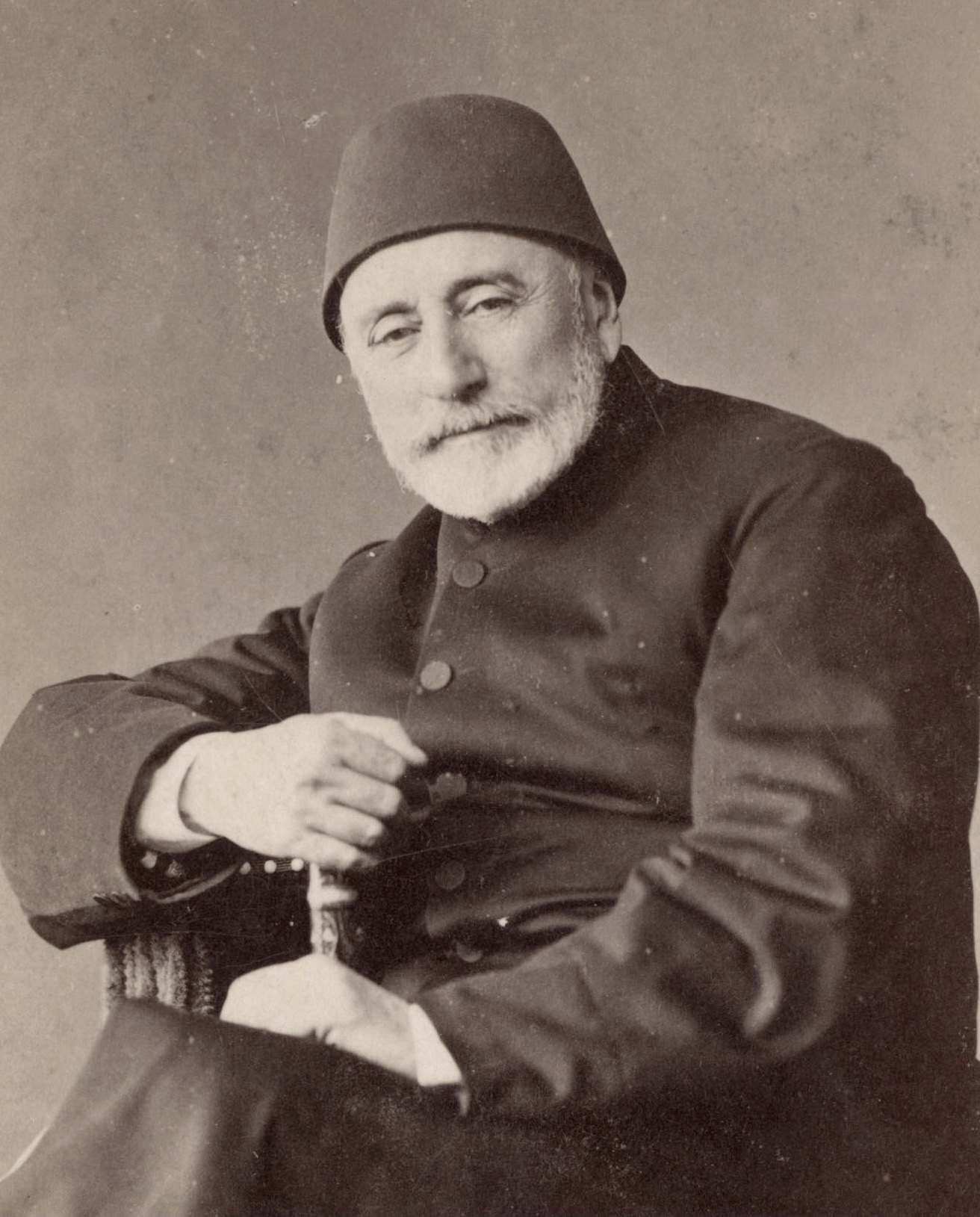
Kemal Pasha, uno dei fondatori del Senato

Il primo Senato si riunì lunedì 19 marzo 1877. All'epoca in cui Server Pascià fu eletto presidente del Senato, c'erano 27 membri. Quando il sultano Abdul Hamid II sciolse il parlamento il 13 febbraio 1878, il Senato cessò di riunirsi, ma i suoi membri continuarono a ricevere gli stipendi del governo e il loro status di leader militari e politici rimase invariato.

## Seconda era costituzionale (1908-1920)

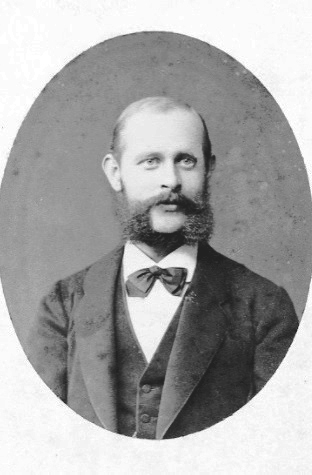
Şerif Cafer Efendi, presidente del Dipartimento dei Ricorsi

Dopo la proclamazione della Seconda era costituzionale, furono apportate modifiche alla costituzione del 1876. Secondo questi emendamenti, il Senato iniziò a riunirsi ogni anno all'inizio di novembre, convocandosi a piacere del sultano e a scomporsi dopo quattro mesi. Il Senato si riuniva solitamente dopo la Camera dei Deputati. In condizioni straordinarie, su richiesta del sultano, o dopo un ricorso scritto firmato dalla maggioranza della Camera dei deputati, l'intero parlamento poteva riunirsi prima in una seduta congiunta di Senato e Camera e prolungare la sessione.
Il 17 dicembre 1908, il Senato si riunì per la prima volta in oltre 30 anni, e nel tempo molti dei suoi membri cambiarono fino alla sua fine al termine della prima guerra mondiale nel 1920, quando l'occupazione alleata di Costantinopoli costrinse la chiusura de jure del parlamento il 16 marzo 1920. La chiusura de facto avvenne l'11 aprile, quando il sultano, su pressione degli alleati occupanti, proclamò ufficialmente sciolto il parlamento.
Successore del Senato ottomano, il Senato della Repubblica fu istituito dopo la proclamazione della Repubblica di Turchia.

## Membri

### Prima era costituzionale (1876–1878)[1]
- Abdul Hamid II – Monarca
- Server Pascià – Presidente
- Ahmed Arifi Pascià – Vicepresidente
- Mustafa Nuri Pascià – Messaggero sultano
- Mehmed Namık Pascià – Feldmaresciallo
- Kayserili Ahmed Pascià – Ministro della Marina
- Abdurrahman Sami Pascià
- Ali Kabuli Pascià
- Mehmed Halet Pascià - governatore del Vilayet dell'Hegiaz
- Dervish Pascià - governatore di Ankara
- Moralı İbrahim Pascià – Ministro della Marina
- Ahmed Celal Pascià
- Marko Apostolidis – Ministro dell'educazione medica
- Uryanizade Ahmed Esad Efendi
- Kara Halil Efendi – Consulente della Fatwā (Fetva emini

- Hacı Tahir Efendi – Ministro della Pubblica Istruzione
- M. Arif Efendi – ex membro del Consiglio di Stato
- Rıza Efendi – ex giudice della Corte di Cassazione
- Bağdatlı Emin Efendi – membro del Consiglio di Stato
- Yorgaki Efendi - membro del Consiglio di Stato
- Daviçon Efendi - membro del Consiglio di Stato
- Serovpe Vichenyan – Ministero dell'Educazione Medica
- M. Emin Bey - ex Capo Cancelliere del Palazzo di Giustizia
- Düzoğlu Mihran Bey - membro del Consiglio di Stato
- Aristarki Logofet Bey – membro del Consiglio di Stato
- Damat Mahmud İbrahim Pascià
- Kostaki Musurus Pascià - ambasciatore in Gran Bretagna

- A. Hilmi Efendi – Presidente del Dipartimento dei ricorsi
- Kostaki Antopulos Pascià – giudice della Corte di Cassazione
- Abdülkerim Nadir Pascià
- Mehmed Sadık Pascià
- İbrahim Edhem Pascià

### Seconda era costituzionale (1908-1920)[2]
Questa incarnazione del Senato includeva due membri viventi del Senato originale del 1877, per un totale di 32 membri formanti. Sebbene il suo statuto prevedesse di avere un terzo del numero dei membri della Camera dei deputati, ovvero più di 90 membri, non raggiunse mai tale cifra in una sola volta. Nel 1909 contava 44 membri; nel 1910 contava 48 membri; nel 1911 contava 58 membri; e nel 1914 contava 48 membri.
- Mehmet V – Monarca
- Ali Rıza Pascià – Presidente
- Ömer Rüştü Pascià
- Ahmed Tevfik Pascià
- Hasan Fehmi Pascià
- Mustafa Zihni Pascià
- Mehmed Tevfik Pascià
- Mısırlı Mehmed Ali Fazıl Paşa
- Ohannes Pascià
- Generale Arif Hikmet Pascià
- Gabriel Noradunkyan
- Ali Rıza Efendi
- Saib Molla Bey, fino al 1910
- Ali Rıza Pascià (artigliere) – Artiglieria, General
- Generale Muhiddin Pascià
- Generale Süleyman Pascià
- Generale Mehmed Pascià
- Tenente generale Şevket Pascià, fino al 1911
- erif Ali Haydar Bey
- Recaizade Mahmud Ekrem
- Abdurrahman Efendi
- Ali Galib Bey
- Nasuhi Bey

- Faik Bey
- Halim Bey
- Dimitraki Mavrokordato
- Aleksandros Mavroyeni – ex governatore di Samo, diplomatico
- Georgiadis Efendi
- Mustafa Nuri Bey
- Faruki Sami Pascià
- Bohor Efendi
- Azaryan Efendi
- Mısırlı Halil Hamada Pascià
- Ismail Hakkı Efendi
- Metropolit Avxentios
- Bessaraya Efendi
- – Seyyid Abdulkadir figlio dello Sheikh Ubeydullah
- Ahmed Muhtar Pascià – Fedelmaresciallo
- Küçük Mehmed Said Pascià
- Musa Kazım Efendi
- Abdurrahman Şeref
- Aristarki Logofet Bey
- Fethi Franko Bey
- Köse Mehmed Raif Pascià
- Abraham Pascià
- Aram Efendi
- Mehmet Cemaleddin Efendi – Sheikh ul-Islam

- Mehmed Ferid Pascià – Gran Visir
- Damat Ferid Pascià
- Hüseyin Hilmi Pascià – Gran Visir
- Deli Fuad Pascià
- Şerif Nasser Bey
- Mehmet erif Çavdaroğlu
- Reshid Akif Pascià
- Hulusi Salih Pascià
- Mehmed Rauf Pascià
- Mahmud Esad Efendi
- Davud Molko Efendi
- Suleyman al-Boustani
- Zareh Dilber Efendi
- Ziyaeddin Efendi
- Mustafa Nail Bey
- Şerif Cafer Efendi - Presidente del Dipartimento dei ricorsi
- Aristides Pascià (Yorgancıoğlu)
- Stefanidis Vasileios
- Ahmet Rıza
- Mizancı Murat
- Nicolae Constantin Batzaria
- Rıza Tevfik Bölükbaşı
- Şükrü Pascià
- Mahmut Şevket Pascià - Generale